# Пауло Рикардо (футболист, 1994)
Пауло Рикардо Феррейра (порт. Paulo Ricardo Ferreira; род. 13 июня 1994 или 13 июля 1994, Лагуна, Санта-Катарина), более известен как Пауло Рикардо (порт. Paulo Ricardo) — бразильский футболист, выступающий за саудовский клуб «Аль-Хазм». В основном он играет на позиции центрального защитника, но также исполнять роль опорного полузащитника.

## Клубная карьера
Пауло Рикардо родился в бразильском городе Лагуна (штат Санта-Катарина). Он занимался футболом в клубах «Атлетико Катариненсе», «Бруски» и «Фигейренсе», а в 2012 году, в возрасте 18 лет, присоединился к молодёжной команде «Сантоса». В этот период он также страдал от повреждений спины.
21 марта 2014 года Пауло Рикардо подписал новый контракт с «Сантосом», рассчитанный до 2017 года. 18 июля он дебютировал в основной команде «Сантоса», выйдя на замену в домашнем победном (2:0) матче против «Палмейраса», проходившем в рамках бразильской Серии A.
26 апреля 2015 года, из-за болезни Верли и травмы Густаво Энрике, Пауло Рикардо вышел в стартовом составе «Сантоса» в финале Лиги Паулисты против «Палмейраса», но был удалён с поля на 58-й минуте. При этом он привёз пенальти в ворота своей команды, который, однако, не был реализован. «Сантос» проиграл тот матч со счётом 0:1, но в следующем смог взять реванш и в серии послематчевых пенальти завоевать титул. В 2015 году Пауло Рикардо регулярно играл за «Сантос» в Серии A, главный тренер Доривал Жуниор иногда использовал его в качестве опорного полузащитника.
7 июля 2016 года Паулу Рикардо был отдан в аренду сроком на один год швейцарскому «Сьону». 10 августа в матче против «Лугано», проигранном со счётом 1:3, бразилец дебютировал за клуб.
24 июля 2017 года Пауло Рикардо заключил со «Сьоном» полноценный контракт, а «Сантос» получил компенсацию за него. 8 августа следующего года бразилец вернулся на родину, перейдя на правах аренды сроком на один год в «Флуминенсе». Летом 2021 года Пауло Рикардо перешёл в финский клуб «КуПС».
22 января 2023 года Пауло Рикардо перешёл в саудовский клуб «Аль-Хазм».

## Достижения
«Сантос»
- Кампеонато Паулиста: 2015

Индивидуальные
- Защитник года Вейккауслиги: 2022[англ.][12]
- Включён в «Команду года» Вейккауслиги: 2022[англ.][13]